# 喜屋武蓮
喜屋武 蓮（きゃん れん、5月22日 - ）は、日本の女優。青森県出身。

## 来歴
2015年2月 モノノケ忍伝DORONの漣として、男装2.5次元アイドルとしてデビュー
2017年2月の「アイドル怪盗 レオノワール」への出演を機に大阪から上京。
2022年8月アクトレスガールズで、リングデビュー

## 人物
- 趣味は、カフェ巡り。
- チェッカーズが好きで、卒業制作でチェッカーズの衣装を着て歌を歌った。
- 芸名を付けるときに沖縄出身ではないがキャンの読みで、喜屋武の漢字という響が気に入りつけた。

## 作品

### 舞台
2017年
- レティクル東京座「アイドル怪盗 レオノワール」（2月22日 - 27日、東京 池袋シアターグリーン BIG TREE THEATER）
- レティクル東京座「皇宮陰陽師アノハ」（9月27日 - 10月2日、東京 池袋シアターグリーン BIG TREE THEATER）
- アリスインプロジェクト「スーパーマンガ大戦-Alternative-」（11月）

2018年
- アリスインプロジェクト「ゼロヨンヨンの終電車2018」（1月10日 - 14日、東京 新宿村LIVE）
- UDA☆MAP Vol.7「沼田☆フォーエバー」（7月25日 - 8月1日、東京 池袋シアターKASSAI）[2]
- マジカルペンシル「マジビジョ！ハロウィーン」（10月15日 - 21日、東京 新宿シアターブラッツ）
- アリスインプロジェクト「ともだちINPUT」（11月7日 - 18日、東京 池袋シアターKASSAI）

2019年
- アリスインプロジェクト「Dance! Dance! Dance! オルタナティブ」（2月9日 - 17日 池袋シアターKASSAI）
- UDA☆MAP Vol.8「紙風☆スクレイパー」（8月21日 - 28日、池袋シアターKASSAI）

2020年
- UDA☆MAP Vol.9「新宿☆アタッカーズseason3 〜孤島の洋館連続殺人事件〜」（9月30日 - 10月4日 池袋シアターグリーン BIG TREE THEATER）
- アリスインプロジェクト「デッドリースクール永遠」（4月 新宿シアターブラッツ） (コロナの影響で二日目以降公演中止)
- アリスインプロジェクト「アイガク冬フェス」（12月19日）[3]

2021年
- GPSプロモーション「バリアフリープロレスHEROES28」オープニングACT（5月29日 東京　新⽊場1stリング）白珠 役
- アクトリング 「ACTRING」（7月25日 東京　新宿フェイス）白珠 役
- アクトリング 「剣編01///花月夜 VS Sheloll」（12月25日 東京　新⽊場1stリング）白珠 役

2022年
- UDA☆MAP Vol.11「袴DE☆アンビシャス！」（7月13日 - 18日、池袋シアターグリーン BIG TREE THEATER）
- アクトレスガールズ「カウント2.9」（9月18日 東京　新⽊場1stリング）横山崇 役
- アクトリング『東京コミコン2022 スペシャルステージ』（11月26日 千葉　幕張メッセ）キャプテン・カリーナ 役[4]

2023年
- Studio K’z presents 「15少女漂流記2023」（3月1日 - 5日 東京　池袋シアターKASSAI）
- アクトリング 「ACTRING2023」 （3月5日 東京　新⽊場1stリング）白珠 役
- アクトリング 「剣編02 [花月夜 VS Sky Rex]」（3月20日 東京　新⽊場1stリング）白珠 役
- アクトレスガールズ「カウント2.9!Ⅱ」（11月26日 東京　新⽊場1stリング）横山崇　役
- 東京コミコン2023『アクトリングスペシャルステージ』（12月9日 千葉　幕張メッセ）白珠 役

2024年
- 劇団夢神楽STAGE21「残光クレイドル」（4月17日 - 21日、中野ザ・ポケット）
- アクトリング『大阪コミコン2024 スペシャルステージ』（5月3日 大阪　インテックス大阪）白珠 役
- 『大阪コミコン2024 アメコミ×プロレス』（5月4日 大阪　インテックス大阪） [5]
- AZNET Produce 「ギリシャ神話戦記テオリデア〜ひなげしの鎮魂歌(レクイエム)〜」（6月7日 - 9日　池袋BASE THEATER）ヘパイストス／鍛冶川鉄心役[6]
- UDA☆MAP Vol.13「魁✩パラダイムシフト」（7月3日 - 7日、大塚萬劇場）
- アクトリング スペシャルオムニバス公演（11月1日 - 4日 東京　アルネ543）白珠 役
- 東京コミコン2024『コスプレクロスオーバーバトル！アメコミ×プロレス』（12月6日 千葉　幕張メッセ）
- 東京コミコン2024『アクトレスガールズスペシャルステージ』（12月7日 千葉　幕張メッセ）白珠 役
- アクトリング本公演『ACTRING／鏡編 参ノ面 蕨公演 Star magical☆projectノ章 〜Heartfelt Credit～』（12月15日 埼玉 蕨レッスル武道館）白珠 役
- アクトリング本公演『ACTRING／鏡編 四ノ面 蕨公演 桃華雪(仮)ノ章 Go!と言えば郷に従え』（12月15日 埼玉 蕨レッスル武道館）白珠 役

2025年
- AZNET Produce 「ギリシャ神話戦記テオリデア〜ひなげしの鎮魂歌(レクイエム)〜（再演）」（1月11日 - 13日、大塚萬劇場）ヘパイストス／鍛冶川鉄心役
- AZNET Produce 「ギリシャ神話戦記テオリデア〜古の狂奏曲〜」（4月10日 - 13日、大塚萬劇場）ヘパイストス／鍛冶川鉄心役
- アクトリング本公演『ACTRING／剣編03 ～信念の矛～』（6月1日 東京 新⽊場1stリング）白珠 役

### ライブ
2024年
- 1682 主催対バンライブ 〜いざ勝負！Vol.16〜 『1682 5周年記念主催〜百鬼夜行でおどりゃんせ〜』（10月6日、東京　池袋RED-Zone ANERIS）ヘパイストス／鍛冶川鉄心役

2025年
- AZNET Produce 「ギリシャ神話戦記テオリデア Special Live&公演振り返りトークイベント」（2月15日、東京 池袋Lavis）ヘパイストス／鍛冶川鉄心役

### イベント
2017年
- SCRAP主催 リアル脱出ゲーム「カジノロワイヤルからの脱出」ディーラー役
- SCRAP主催 西武ドーム「リアル脱出ゲーム 大パーティー!」ホスト Ren 役

2018年
- SCRAP主催 「ラブフレーズ王決定戦」 ラブフレーズファイナリスト

2021年
- アクトリング花月夜イベント（11月20日 東京　スープカレーカムイ）白珠 役[7]
- 楽園カフェ　エデンクリスマスイベント（12月5日）

2022年
- アクトリング花月夜イベント（11月5日）白珠 役
- AWG はなきんTV（11月18日、東京　クルーズスタジオ）
- 楽園カフェ　エデンイベント（12月9日）
- 楽園カフェ　エデンクリスマスイベント（12月18日）

2023年
- 楽園カフェ　エデンイベント（3月19日）
- アクトリング花月夜イベント（3月25日 東京　新宿区）白珠 役

2024年
- AWG『はなきん屋敷のメイドさん～奇妙な食事会への招待状再～』（8月3日 東京　秋葉原）マロングラッセ役
- ウィズプラス「男装大運動会2024」（10月27日　リアクション柏）ヘパイストス／鍛冶川鉄心役[8]
- アクトリング花月夜イベント（11月16日 東京　地下格闘場）白珠 役

2025年
- 「テオリデア LIVE&トークイベント」（5月4日 東京）ヘパイストス／鍛冶川鉄心役 役
- アクトリング花月夜Spring Party（4月29日 東京）白珠 役